# Colbe (Armênia)
Colbe (em armênio: Կողբ; romaniz.: Kołb) é uma aldeia na província de Tavuxe, na Armênia. De acordo com o censo de 2011, havia 4 420 habitantes.

## Geografia
Colbe se localiza na margem esquerda do rio Colbe, a quatro quilômetros do centro regional de Colbe. Administrativamente, faz parte da província de Tavuxe. No tempo da República Socialista Soviética da Armênia, fez parte do distrito de Noiemberiã. Há reservas florestais nas cercanias. Em termos de infraestrutura, compreende duas escolas secundárias, uma escola profissionalizante, uma casa de cultura, uma biblioteca, dois jardins de infância, uma creche, um cinema, um posto médico e um pavilhão de atendimento ao consumidor, rede telefônica, cafeteria, balneário e moinho de farinha.

## História
Colbe foi mencionada pela primeira vez no século IV nas Histórias Épicas de Fausto, o Bizantino. Corresponde à antiga fortaleza de Colbacar do distrito (gavar) de Colbafora da província de Gogarena do Reino da Armênia. No século V, foi citada por Moisés de Corene. Fontes posteriores mencionam-na como "grande assentamento", "cidade-vila" e "fortaleza". Uma vez que existem ruínas na aldeia, os moradores distinguem a área arruinada da área povoada moderna como Velha Colbe (Hin Kołb) e Nova Colbe (Nor Kołb).
A leste de Colbe estão os assentamentos de Berdatal e Larsonse Gol e a oeste as fortalezas ciclópicas de Ziguecuarde, Cosmã e Pataxari. Próximo a todos esses sítios arqueológicos foram localizadas cultura material que atesta a presença humana na região desde ao menos 2 000 a.C.. Por conseguinte, em Colbe e arredores, existem alguns edifícios cristãos: as igrejas de Sarracaxe (séculos V-VI), Tevaragelsi (século VI) e da Santa Mãe de Deus (Surb Astvacacin; séculos XI-XIII), o Mosteiro de Mexeque (século XII) e um cemitério com cachecares.
Os ancestrais da população de Colbe provavelmente vieram de Carabaque. Com base em censos de 1831, 1897, 1926, 1939, 1959, 1970 e 1979, respectivamente, sua população era de 592, 2 008, 2 423, 2 970, 3 165, 4 142 e 4 421 habitantes. A aldeia já foi conhecida por sua produção de laticínios, pecuária e fruticultura e cultivo de vegetais.